# Élections municipales de 2017 dans Les Jardins-de-Napierville
Pour un article plus général, voir Élections municipales de 2017 en Montérégie.
Cet article concerne les élections municipales de 2017 en Montérégie dans la municipalité régionale de comté de Jardins-de-Napierville.

## Hemmingford (municipalité de canton)
| Candidats pour la mairie       | Vote | %     |
| ------------------------------ | ---- | ----- |
| Paul Viau (Sortant)            | 512  | 80,50 |
| Vladimiro Massignani           | 124  | 19,50 |
| Taux de participation : 41,8 % |      |       |

| Candidats conseiller #1 | Vote            | %               |
| ----------------------- | --------------- | --------------- |
| Richmond Viau           | Sans opposition | Sans opposition |

| Candidats conseiller #2    | Vote | %     |
| -------------------------- | ---- | ----- |
| Deborah Beattie (Sortante) | 435  | 68,61 |
| Rémi Garand                | 199  | 31,39 |

| Candidats conseiller #3 | Vote            | %               |
| ----------------------- | --------------- | --------------- |
| Maude St-Hilaire        | Sans opposition | Sans opposition |

| Candidats conseiller #4        | Vote            | %               |
| ------------------------------ | --------------- | --------------- |
| Jean-Pierre Bergeron (Sortant) | Sans opposition | Sans opposition |

| Candidats conseiller #5   | Vote            | %               |
| ------------------------- | --------------- | --------------- |
| Lucien Bouchard (Sortant) | Sans opposition | Sans opposition |

| Candidats conseiller #6 | Vote            | %               |
| ----------------------- | --------------- | --------------- |
| Pierre Mineau (Sortant) | Sans opposition | Sans opposition |

- Décès du conseiller #4, Jean-Pierre Bergeron, le 24 mai 2020[1]

- Décès du maire Paul Viau le 11 mai 2021[2]

## Hemmingford (municipalité de village)
| Candidats pour la mairie                 | Vote | %     |
| ---------------------------------------- | ---- | ----- |
| Drew Somerville (Sortant)                | 170  | 51,52 |
| Dale Langille (Sortant d'un autre poste) | 160  | 48,48 |
| Taux de participation : 56,4 %           |      |       |

| Candidats conseiller #1   | Vote            | %               |
| ------------------------- | --------------- | --------------- |
| Normand Lussier (Sortant) | Sans opposition | Sans opposition |

| Candidats conseiller #2 | Vote | %     |
| ----------------------- | ---- | ----- |
| Luc Guérin              | 225  | 68,39 |
| Glen Langille           | 104  | 31,61 |

| Candidats conseiller #3 | Vote            | %               |
| ----------------------- | --------------- | --------------- |
| Christopher Hill        | Sans opposition | Sans opposition |

| Candidats conseiller #4 | Vote            | %               |
| ----------------------- | --------------- | --------------- |
| Roy Catto               | Sans opposition | Sans opposition |

| Candidats conseiller #5    | Vote            | %               |
| -------------------------- | --------------- | --------------- |
| Howard Silverman (Sortant) | Sans opposition | Sans opposition |

| Candidats conseiller #6  | Vote            | %               |
| ------------------------ | --------------- | --------------- |
| Lucie Bourdon (Sortante) | Sans opposition | Sans opposition |

## Napierville
| Partis | Partis           | Candidats pour la mairie      | Vote            | %               |
| ------ | ---------------- | ----------------------------- | --------------- | --------------- |
|        | Équipe Pelletier | Chantale Pelletier (Sortante) | Sans opposition | Sans opposition |

| Partis | Partis           | Candidats conseiller #1      | Vote            | %               |
| ------ | ---------------- | ---------------------------- | --------------- | --------------- |
|        | Équipe Pelletier | Ghislain Perreault (Sortant) | Sans opposition | Sans opposition |

| Partis | Partis           | Candidats conseiller #2    | Vote            | %               |
| ------ | ---------------- | -------------------------- | --------------- | --------------- |
|        | Équipe Pelletier | Daniel Dumontier (Sortant) | Sans opposition | Sans opposition |

| Partis | Partis           | Candidats conseiller #3 | Vote            | %               |
| ------ | ---------------- | ----------------------- | --------------- | --------------- |
|        | Équipe Pelletier | Mario Dufour (Sortant)  | Sans opposition | Sans opposition |

| Partis | Partis           | Candidats conseiller #4  | Vote            | %               |
| ------ | ---------------- | ------------------------ | --------------- | --------------- |
|        | Équipe Pelletier | Marthe Tardif (Sortante) | Sans opposition | Sans opposition |

| Partis | Partis           | Candidats conseiller #5 | Vote            | %               |
| ------ | ---------------- | ----------------------- | --------------- | --------------- |
|        | Équipe Pelletier | Serge Brault            | Sans opposition | Sans opposition |

| Partis | Partis           | Candidats conseiller #6 | Vote            | %               |
| ------ | ---------------- | ----------------------- | --------------- | --------------- |
|        | Équipe Pelletier | David Dumont (Sortant)  | Sans opposition | Sans opposition |

## Saint-Bernard-de-Lacolle
| Candidats pour la mairie       | Vote | %     |
| ------------------------------ | ---- | ----- |
| Robert Duteau (Sortant)        | 447  | 66,92 |
| Narcisse Glazer                | 221  | 33,08 |
| Taux de participation : 56,1 % |      |       |

| Candidats conseiller #1  | Vote | %     |
| ------------------------ | ---- | ----- |
| Sylvie Faille (Sortante) | 478  | 72,53 |
| Shirley Barry            | 181  | 27,47 |

| Candidats conseiller #2  | Vote            | %               |
| ------------------------ | --------------- | --------------- |
| Estelle Muzzi (Sortante) | Sans opposition | Sans opposition |

| Candidats conseiller #3 | Vote | %     |
| ----------------------- | ---- | ----- |
| André Lafrance          | 344  | 51,50 |
| Robert Dagenais         | 324  | 48,50 |

| Candidats conseiller #4 | Vote            | %               |
| ----------------------- | --------------- | --------------- |
| Vicky Landry Bergeron   | Sans opposition | Sans opposition |

| Candidats conseiller #5 | Vote            | %               |
| ----------------------- | --------------- | --------------- |
| Denis Robert (Sortant)  | Sans opposition | Sans opposition |

| Candidats conseiller #6  | Vote | %     |
| ------------------------ | ---- | ----- |
| Daniel Garceau (Sortant) | 360  | 54,71 |
| Serge Cloutier           | 298  | 45,29 |

## Saint-Cyprien-de-Napierville
| Partis | Partis            | Candidats pour la mairie               | Vote            | %               |
| ------ | ----------------- | -------------------------------------- | --------------- | --------------- |
|        | Action Démocratie | Jean Cheney (Sortant d'un autre poste) | Sans opposition | Sans opposition |

| Partis | Partis            | Candidats conseiller #1  | Vote            | %               |
| ------ | ----------------- | ------------------------ | --------------- | --------------- |
|        | Action Démocratie | Michel Monette (Sortant) | Sans opposition | Sans opposition |

| Partis | Partis            | Candidats conseiller #2      | Vote            | %               |
| ------ | ----------------- | ---------------------------- | --------------- | --------------- |
|        | Action Démocratie | Jean-Marie Mercier (Sortant) | Sans opposition | Sans opposition |

| Partis | Partis            | Candidats conseiller #3 | Vote            | %               |
| ------ | ----------------- | ----------------------- | --------------- | --------------- |
|        | Action Démocratie | Martin Van Winden       | Sans opposition | Sans opposition |

| Partis | Partis            | Candidats conseiller #4  | Vote            | %               |
| ------ | ----------------- | ------------------------ | --------------- | --------------- |
|        | Action Démocratie | Maurice Boissy (Sortant) | Sans opposition | Sans opposition |

| Partis | Partis            | Candidats conseiller #5  | Vote            | %               |
| ------ | ----------------- | ------------------------ | --------------- | --------------- |
|        | Action Démocratie | Carole Forget (Sortante) | Sans opposition | Sans opposition |

| Partis | Partis            | Candidats conseiller #6 | Vote            | %               |
| ------ | ----------------- | ----------------------- | --------------- | --------------- |
|        | Action Démocratie | Jérémie Letellier       | Sans opposition | Sans opposition |

## Saint-Édouard
| Candidats pour la mairie | Vote            | %               |
| ------------------------ | --------------- | --------------- |
| Ronald Lécuyer (Sortant) | Sans opposition | Sans opposition |

| Candidats conseiller #1  | Vote            | %               |
| ------------------------ | --------------- | --------------- |
| Annie Lussier (Sortante) | Sans opposition | Sans opposition |

| Candidats conseiller #2    | Vote            | %               |
| -------------------------- | --------------- | --------------- |
| Gaétan Boulerice (Sortant) | Sans opposition | Sans opposition |

| Candidats conseiller #3   | Vote | %     |
| ------------------------- | ---- | ----- |
| Alain Dumouchel           | 250  | 67,20 |
| Claude Poissant (Sortant) | 122  | 32,80 |

| Candidats conseiller #4 | Vote            | %               |
| ----------------------- | --------------- | --------------- |
| Marc Gaudreau           | Sans opposition | Sans opposition |

| Candidats conseiller #5  | Vote            | %               |
| ------------------------ | --------------- | --------------- |
| Daniel Racette (Sortant) | Sans opposition | Sans opposition |

| Candidats conseiller #6  | Vote            | %               |
| ------------------------ | --------------- | --------------- |
| Alain Poissant (Sortant) | Sans opposition | Sans opposition |

- Démission d'Annie Lussier, conseillère #1, le 7 novembre 2020[3].

## Saint-Jacques-le-Mineur
| Partis | Partis              | Candidats pour la mairie | Vote            | %               |
| ------ | ------------------- | ------------------------ | --------------- | --------------- |
|        | Équipe Lise Sauriol | Lise Sauriol (Sortante)  | Sans opposition | Sans opposition |

| Partis | Partis              | Candidats conseiller #1 | Vote | %     |
| ------ | ------------------- | ----------------------- | ---- | ----- |
|        | Indépendant         | Richard Lestage         | 466  | 65,17 |
|        | Équipe Lise Sauriol | André Jean              | 249  | 34,83 |

| Partis | Partis              | Candidats conseiller #2 | Vote | %     |
| ------ | ------------------- | ----------------------- | ---- | ----- |
|        | Indépendant         | Alain Lestage (Sortant) | 425  | 59,03 |
|        | Équipe Lise Sauriol | André Oscar Éthier      | 249  | 34,83 |

| Partis | Partis              | Candidats conseiller #3     | Vote            | %               |
| ------ | ------------------- | --------------------------- | --------------- | --------------- |
|        | Équipe Lise Sauriol | Marie-Eve Boutin (Sortante) | Sans opposition | Sans opposition |

| Partis | Partis              | Candidats conseiller #4 | Vote | %     |
| ------ | ------------------- | ----------------------- | ---- | ----- |
|        | Indépendant         | Alexandre Brault        | 372  | 51,88 |
|        | Équipe Lise Sauriol | Réjean Beaudin          | 345  | 48,12 |

| Partis | Partis              | Candidats conseiller #5 | Vote | %     |
| ------ | ------------------- | ----------------------- | ---- | ----- |
|        | Indépendant         | Marc Lamarre            | 353  | 50,65 |
|        | Équipe Lise Sauriol | Marjolaine Mailhot      | 344  | 49,35 |

| Partis | Partis              | Candidats conseiller #6 | Vote | %     |
| ------ | ------------------- | ----------------------- | ---- | ----- |
|        | Indépendant         | François Ledoux         | 401  | 56,16 |
|        | Équipe Lise Sauriol | Jean-Jacques Viau       | 313  | 43,84 |

## Saint-Michel
| Candidats pour la mairie       | Vote | %     |
| ------------------------------ | ---- | ----- |
| Jean-Guy Hamelin (Sortant)     | 741  | 52,78 |
| Gaétan Usereau                 | 663  | 47,22 |
| Taux de participation : 58,9 % |      |       |

| Candidats district #1 | Vote | %     |
| --------------------- | ---- | ----- |
| Marcel Roy            | 123  | 54,19 |
| Jacqueline Sheehy     | 84   | 37,00 |
| Giovanni Lando        | 20   | 8,81  |

| Candidats district #2 | Vote | %     |
| --------------------- | ---- | ----- |
| Patrice Lirette       | 129  | 58,11 |
| Sylvain Cuillerier    | 93   | 41,89 |

| Candidats district #3                     | Vote | %     |
| ----------------------------------------- | ---- | ----- |
| Patrick Phaneuf                           | 118  | 50,86 |
| Mario Isabelle (Sortant d'un autre poste) | 114  | 49,14 |

| Candidats district #4                          | Vote | %     |
| ---------------------------------------------- | ---- | ----- |
| Catherine Lefebvre (Sortante d'un autre poste) | 135  | 54,88 |
| Johanne Pigeon                                 | 111  | 45,12 |

| Candidats district #5 | Vote | %     |
| --------------------- | ---- | ----- |
| Martine Boyer         | 128  | 56,14 |
| André Lemoyne         | 68   | 29,82 |
| Marcel Gélinas        | 32   | 14,04 |

| Candidats district #6 | Vote | %     |
| --------------------- | ---- | ----- |
| Mario Guérin          | 138  | 56,56 |
| Carole Demers         | 106  | 43,44 |

- Élection partielle au poste de conseiller du district #5 le 4 novembre 2018[4].
  - Organisée en raison de la démission de la conseillère Martine Boyer pour cause de déménagement[4].
  - Élection de Claude Poupart au poste de conseiller du district #5[5].

| Candidats district #5             | Vote | %   |
| --------------------------------- | ---- | --- |
| Claude Poupart                    | n/d  | n/d |
| Marie-Claude Garand               | n/d  | n/d |
| Johanne Pigeon                    | n/d  | n/d |
| Taux de participation : 164 / 366 |      |     |
| Taux de participation : 45,0 %    |      |     |

## Saint-Patrice-de-Sherrington
| Candidats pour la mairie | Vote            | %               |
| ------------------------ | --------------- | --------------- |
| Yves Boyer               | Sans opposition | Sans opposition |

| Candidats conseiller #1 | Vote            | %               |
| ----------------------- | --------------- | --------------- |
| Mauro Lando (Sortant)   | Sans opposition | Sans opposition |

| Candidats conseiller #2 | Vote            | %               |
| ----------------------- | --------------- | --------------- |
| Sonia Dumais            | Sans opposition | Sans opposition |

| Candidats conseiller #3   | Vote            | %               |
| ------------------------- | --------------- | --------------- |
| Pierre Boisvert (Sortant) | Sans opposition | Sans opposition |

| Candidats conseiller #4   | Vote            | %               |
| ------------------------- | --------------- | --------------- |
| Daniel Laplante (Sortant) | Sans opposition | Sans opposition |

| Candidats conseiller #5   | Vote            | %               |
| ------------------------- | --------------- | --------------- |
| Louise Lussier (Sortante) | Sans opposition | Sans opposition |

| Candidats conseiller #6 | Vote | %     |
| ----------------------- | ---- | ----- |
| Frédéric Barbeau        | 268  | 54,69 |
| François Boyer          | 222  | 45,31 |

- Élection partielle au poste de conseiller #6 le 7 octobre 2019[6].
  - Organisée en raison de la démission du conseiller #6, Frédéric Barbeau[7].
  - Élection par acclamation de Denis English[6].

| Candidats conseiller #6 | Vote            | %               |
| ----------------------- | --------------- | --------------- |
| Denis English           | Sans opposition | Sans opposition |

## Saint-Rémi
| Candidats pour la mairie       | Vote  | %     |
| ------------------------------ | ----- | ----- |
| Sylvie Gagnon-Breton (Sortant) | 2 326 | 72,96 |
| Louise Trudeau-Lefrançois      | 862   | 27,04 |
| Taux de participation : 50,5 % |       |       |

| Candidats conseiller #1        | Vote | %     |
| ------------------------------ | ---- | ----- |
| Jean-François Daoust (Sortant) | 228  | 51,82 |
| Benoit Tardif                  | 212  | 48,18 |

| Candidats conseiller #2 | Vote | %     |
| ----------------------- | ---- | ----- |
| Yvon Yelle              | 245  | 56,71 |
| Claude Richer (Sortant) | 187  | 43,29 |

| Candidats conseiller #3 | Vote | %     |
| ----------------------- | ---- | ----- |
| Dany Brosseau           | 416  | 63,41 |
| Gaétane Gervais         | 240  | 36,59 |

| Candidats conseiller #4 | Vote | %    |
| ----------------------- | ---- | ---- |
| Claude Boyer            | 354  | 60,0 |
| Jacques Lavigueur       | 236  | 40,0 |

| Candidats conseiller #5           | Vote | %     |
| --------------------------------- | ---- | ----- |
| Marie-Dominique Fortin (Sortante) | 281  | 46,83 |
| Mélanie Demers                    | 165  | 27,5  |
| Jonathan Cabana                   | 154  | 26,67 |

| Candidats conseiller #6   | Vote | %     |
| ------------------------- | ---- | ----- |
| Rosaire Payant (Sortante) | 212  | 46,59 |
| Jennyfer Lauzon           | 134  | 29,45 |
| Claire Turcotte           | 109  | 23,96 |

- Élection partielle au poste de conseiller #6 le 13 mai 2018[8].
  - Élection organisée en raison du décès du conseiller Rosaire Payant des suites d'un cancer le 12 janvier 2018[9].

| Candidats conseiller #4 | Vote | %     |
| ----------------------- | ---- | ----- |
| Annie Payant            | 139  | 49,29 |
| François Turcot         | 80   | 28,37 |
| Carole Richard          | 48   | 17,02 |
| Frédérick Allard        | 15   | 5,32  |

## Sainte-Clotilde
| Partis                         | Partis           | Candidats pour la mairie                    | Vote | %     |
| ------------------------------ | ---------------- | ------------------------------------------- | ---- | ----- |
|                                | Indépendant      | André Chenail                               | 297  | 34,70 |
|                                | Équipe Guy Mayné | Guy-Julien Mayné (Sortant d'un autre poste) | 282  | 32,94 |
|                                | Indépendant      | Lemieux Clément (Sortant)                   | 277  | 32,36 |
| Taux de participation : 64,9 % |                  |                                             |      |       |

| Partis | Partis           | Candidats district #1      | Vote | %     |
| ------ | ---------------- | -------------------------- | ---- | ----- |
|        | Équipe Guy Mayné | François Barbeau (Sortant) | 64   | 52,89 |
|        | Indépendant      | Michael Dinningan          | 57   | 47,11 |

| Partis | Partis           | Candidats district #2 | Vote            | %               |
| ------ | ---------------- | --------------------- | --------------- | --------------- |
|        | Équipe Guy Mayné | Geneviève Bourdon     | Sans opposition | Sans opposition |

| Partis | Partis           | Candidats district #3 | Vote            | %               |
| ------ | ---------------- | --------------------- | --------------- | --------------- |
|        | Équipe Guy Mayné | Véronique Thibault    | Sans opposition | Sans opposition |

| Partis | Partis           | Candidats district #4  | Vote | %     |
| ------ | ---------------- | ---------------------- | ---- | ----- |
|        | Indépendant      | Marcel Tremblay        | 75   | 63,03 |
|        | Équipe Guy Mayné | Patrick Dagenais-Blais | 44   | 36,97 |

| Partis | Partis           | Candidats district #5 | Vote            | %               |
| ------ | ---------------- | --------------------- | --------------- | --------------- |
|        | Équipe Guy Mayné | Sophie Provost        | Sans opposition | Sans opposition |

| Partis | Partis           | Candidats district #6    | Vote            | %               |
| ------ | ---------------- | ------------------------ | --------------- | --------------- |
|        | Équipe Guy Mayné | Robert Arcoite (Sortant) | Sans opposition | Sans opposition |

- Élections partielles aux postes de conseillers du district #2, #3, #4 et #5.
  - Organisées en raison de la démission en bloc des quatre conseillers le 16 juillet 2020 pour cause de mécontentement avec le processus décisionnel[10].
  - Municipalité administrée par la Commission municipale du Québec en raison de la perte de quorum du conseil[11].
  - Élection de Jean-Guy Mayné, André Labranche, Marie-Pierre Chamberland et Stéphane Chenail, respectivement aux postes de conseillers du district #2, #3, #4 et #5[12]. Taux de participation de 40,25%, soit 341 électeurs sur les 847 inscrits[12].

| Candidats district #2 | Vote | %    |
| --------------------- | ---- | ---- |
| Jean-Guy Mayné        | 61   | 51,7 |
| Michel Perreault      | 57   | 48,3 |

| Candidats district #3 | Vote | %    |
| --------------------- | ---- | ---- |
| André Labranche       | 107  | 74,8 |
| Michael Dinnigan      | 36   | 25,2 |

| Candidats district #4    | Vote            | %               |
| ------------------------ | --------------- | --------------- |
| Marie-Pierre Chamberland | Sans opposition | Sans opposition |

| Candidats district #5 | Vote | %    |
| --------------------- | ---- | ---- |
| Stéphane Chenail      | 43   | 54,4 |
| Lise Beaudin          | 36   | 45,6 |

- Démission du maire André Chenail le 2 novembre 2020[11]. M. Chenail était visé par des reproches au code de déontologie municipale[11].
  - Le conseiller Jean-Guy Mayné du district #2 assure le rôle de maire-suppléant[11]
  - Élection par acclamation le 29 janvier 2021 de Jean-Guy Mayné, conseiller du district #2, au poste de maire[13]

| Candidats pour la mairie                  | Vote            | %               |
| ----------------------------------------- | --------------- | --------------- |
| Jean-Guy Mayné (Sortant d'un autre poste) | Sans opposition | Sans opposition |

- Démission du conseiller du district #3, André Labranche, en janvier 2021[13].
- Démissions des conseillers du district #4 et #5, Marie-Pierre Chamberland et Stéphane Chenail en juin 2021 pour cause de mésentente au sein du conseil[13].
- Administration de la municipalité par la Commission municipale du Québec à la suite de la perte de quorum du conseil jusqu'au élection municipale de 2021[13]